# Miranda (Carabobo)
Miranda è un comune del Venezuela situato nello stato del Carabobo.
Il capoluogo del comune è la città di Miranda.